# Junior (Röyksopp)
Junior è il terzo album in studio del gruppo musicale norvegese Röyksopp, pubblicato il 23 marzo 2009 in formato CD, LP e digitale. A detta del gruppo, l'album è un misto dei loro due album precedenti, in cui si vedono collaborazioni con la cantante svedese Robyn, Lykke Li, Karin Dreijer Andersson e Anneli Drecker. Il singolo di lancio è Happy Up Here, il secondo singolo estratto è The Girl And The Robot in collaborazione con Robyn, mentre il terzo singolo estratto è This Must Be It.

## Tracce

### Edizione CD
1. Happy Up Here – 2:44
2. The Girl and the Robot (feat. Robyn) – 4:28
3. Vision One – 4:59
4. This Must Be It – 4:41
5. Röyksopp Forever – 4:59
6. Miss It so Much – 5:01
7. Tricky Tricky – 5:59
8. You Don't Have a Clue – 4:33
9. Silver Cruiser – 4:36
10. True to Life – 5:50
11. It's What I Want – 3:06

### Edizione doppio LP

#### Lato 1A
1. Röyksopp Forever – 4:59
2. Vision One – 4:59
3. Miss It so Much – 5:01

#### Lato 1B
1. Tricky Tricky – 5:58
2. Happy Up Here – 2:44
3. The Girl and the Robot – 4:26

#### Lato 2A
1. This Must Be It – 4:41
2. Silver Cruiser – 4:36
3. True to Life – 5:50

#### Lato 2B
1. It's What I Want – 3:06
2. You Don't Have a Clue – 4:31

### Tracce bonus
1. Were You Ever Wanted? (Traccia bonus pubblicata solo nell'edizione giapponese) – 5:37
2. Across the Graveyard (Traccia bonus di iTunes) – 4:23

## Classifiche
| Classifica (2009)          | Peak position |
| -------------------------- | ------------- |
| Norvegia Albums Chart      | 1             |
| Belgio Albums Chart        | 10            |
| Danimarca Albums Chart     | 17            |
| Svizzera Albums Chart      | 18            |
| Official Albums Chart      | 21            |
| Svezia Albums Chart        | 25            |
| Australia Albums Chart     | 28            |
| Germania Albums Chart      | 35            |
| Paesi Bassi Albums Chart   | 43            |
| Italia Albums Chart        | 45            |
| Irlanda Albums Chart       | 52            |
| Austria Albums Chart       | 65            |
| Francia Albums Chart       | 70            |
| U.S. Billboard 200         | 126           |
| U.S. Top Electronic Albums | 4             |

### Classifiche singolo
| "Happy Up Here" | 3 | 73 | 44 | 83 |